# 福岡県道98号中間宮田線
福岡県道98号中間宮田線（ふくおかけんどう98ごう なかまみやたせん）は、福岡県中間市から宮若市に至る県道（主要地方道）である。

## 概要
中間市中間2丁目から宮若市磯光に至る。直方市大字植木付近に道幅が少し狭い区間がある。また、宮若市磯光の終点は市道に接続するのみで、国道や県道には接続しない。

### 路線データ
- 起点：福岡県中間市中間2丁目（中間市役所前交差点、福岡県道48号中間引野線起点、福岡県道73号直方水巻線交点）
- 終点：福岡県宮若市磯光

## 歴史
- 1993年（平成5年）5月11日 - 建設省から、県道植木磯光停車場線の一部・県道新延植木線の一部・県道上木月植木線・県道新延中間線の一部が中間宮田線として主要地方道に指定される[1]。

## 路線状況

### 重複区間
- 福岡県道293号新延中間線（中間市大字垣生・中間市営野球場西交差点 - 鞍手郡鞍手町大字上木月・上木月交差点）
- 福岡県道21号福岡直方線（宮若市龍徳・かゆだ橋交差点 - 宮若龍徳・北小下交差点）
- 福岡県道461号南良津宮田線（宮若市鶴田・鶴田交差点 - 宮若市磯光・天照宮前交差点）

### 道路施設

#### 橋梁
- 遠賀橋（遠賀川、中間市）
- 樋道橋（木月池、鞍手郡鞍手町）
- 鶴田橋（犬鳴川、宮若市）

## 地理

### 通過する自治体
- 中間市
- 鞍手郡鞍手町
- 直方市
- 宮若市

### 交差する道路
| 交差する道路                                  | 市町村名 | 市町村名 | 交差する場所 | 交差する場所              |
| --------------------------------------------- | -------- | -------- | ------------ | ------------------------- |
| 福岡県道48号中間引野線 福岡県道73号直方水巻線 | 中間市   | 中間市   | 中間2丁目    | 中間市役所前交差点 / 起点 |
| 福岡県道27号直方芦屋線                        | 中間市   | 中間市   | 大字垣生     | 垣生交差点                |
| 福岡県道293号新延中間線 重複区間起点          | 中間市   | 中間市   | 大字垣生     | 中間市営野球場西交差点    |
| 福岡県道293号新延中間線 重複区間終点          | 鞍手郡   | 鞍手町   | 大字上木月   | 上木月交差点              |
| 福岡県道468号新延植木線                       | 直方市   | 直方市   | 大字植木     |                           |
| 福岡県道424号筑前植木停車場線                 | 直方市   | 直方市   | 大字植木     |                           |
| 福岡県道27号直方芦屋線 福岡県道29号直方宗像線 | 直方市   | 直方市   | 大字植木     | 植木交差点                |
| 福岡県道472号直方鞍手線                       | 直方市   | 直方市   | 大字下新入   | 新入大橋交差点            |
| 福岡県道467号上新入直方線                     | 直方市   | 直方市   | 大字上新入   | 広甲橋交差点              |
| 福岡県道21号福岡直方線 重複区間起点           | 宮若市   | 宮若市   | 龍徳         | かゆだ橋交差点            |
| 福岡県道21号福岡直方線 重複区間終点           | 宮若市   | 宮若市   | 龍徳         | 北小下交差点              |
| 福岡県道461号南良津宮田線 重複区間起点        | 宮若市   | 宮若市   | 鶴田         | 鶴田交差点                |
| 福岡県道461号南良津宮田線 重複区間終点        | 宮若市   | 宮若市   | 磯光         | 天照宮前交差点            |

### 交差する鉄道
- 筑豊本線（福北ゆたか線）
- 山陽新幹線

### 沿線
- 中間市役所
- JR九州筑豊本線（福北ゆたか線）
  - 筑前垣生駅 - 鞍手駅 - 筑前植木駅
- 中間市立中間中学校
- 中間市立底井野小学校
- 底井野郵便局
- 鞍手町立鞍手中学校
- 鞍手町立植木中学校
- 宮若市立宮田北小学校
- 鴨生田公園
- 天照神社